# La Jalca (distrito)
La Jalca é um distrito peruano localizado na Província de Chachapoyas, departamento Amazonas. Sua capital é a cidade de La Jalca. 

## Transporte
O distrito de La Jalca é servido pela seguinte rodovia:
- PE-8B, que liga o distrito de Cajamarca (Região de Cajamarca) ao distrito de Chachapoyas [2][3][4]

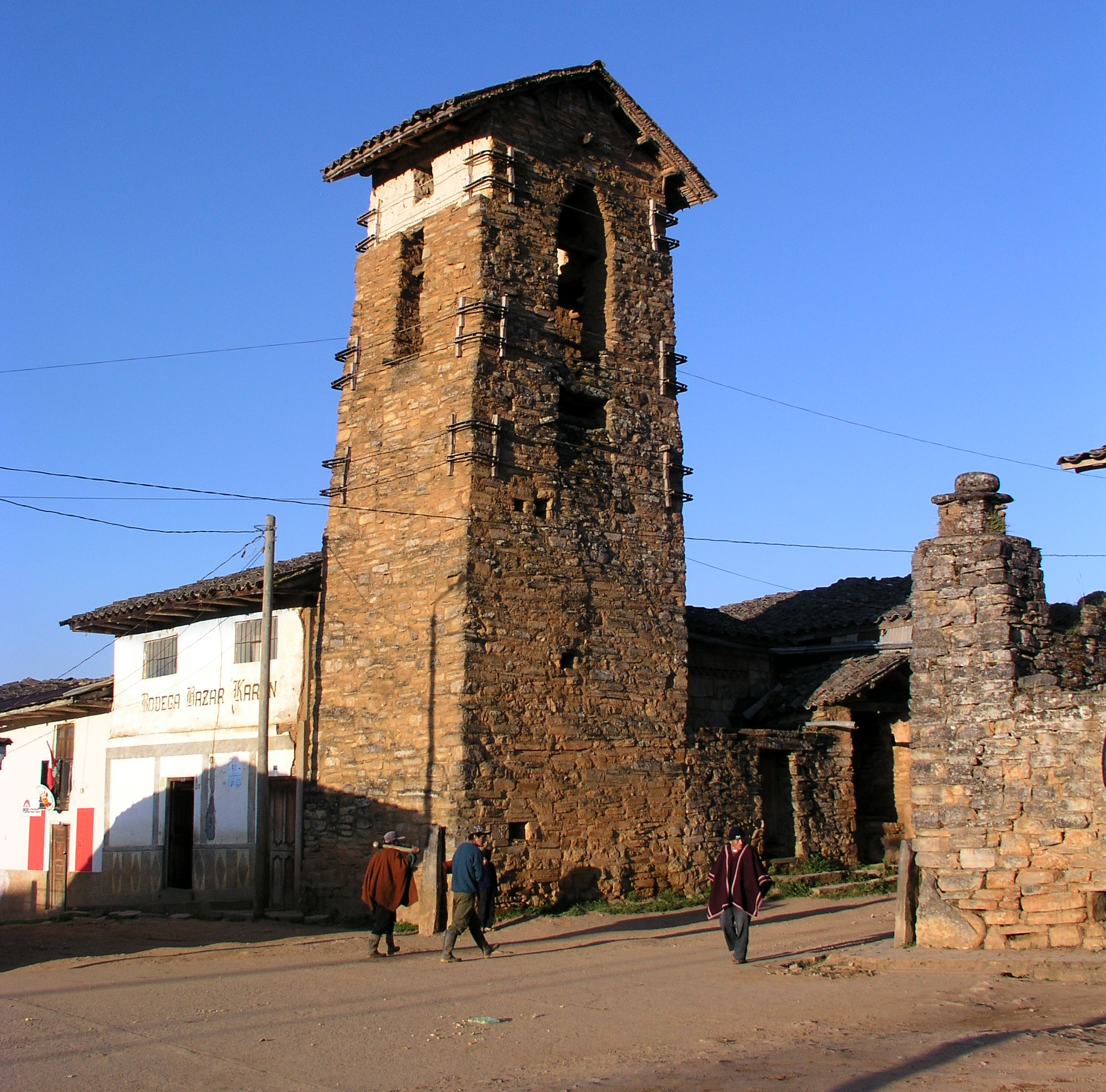
Distrito peruano de La Jalca.